# Тиоброма

Тиоброма на карте штата.

Тиоброма (порт. Theobroma)  —  муниципалитет в Бразилии, входит в штат Рондония. Составная часть мезорегиона Восток штата Рондония. Входит в экономико-статистический  микрорегион Жи-Парана. Население составляет 10 649 человека на 2010 год. Занимает площадь 2 197,41 км². Плотность населения — 4,85 чел./км².

## Демография
Согласно сведениям, собранным в ходе переписи 2010 г. Национальным институтом географии и статистики (IBGE), население муниципалитета составляет:
| Полное население                               | Полное население                               | Полное население                               | Полное население                               | 10 649 |
| ---------------------------------------------- | ---------------------------------------------- | ---------------------------------------------- | ---------------------------------------------- | ------ |
| в том числе:                                   | Городское население                            | 1 978                                          | Процент городского населения, %                | 18,57  |
|                                                | Сельское население                             | 8 671                                          | Процент сельского населения, %                 | 81,43  |
|                                                | Мужское население                              | 5 653                                          | Процент мужского населения, %                  | 53,08  |
|                                                | Женское население                              | 4 996                                          | Процент женского населения, %                  | 46,92  |
| Плотность населения, чел/км²                   | Плотность населения, чел/км²                   | Плотность населения, чел/км²                   | Плотность населения, чел/км²                   | 4,85   |
| Население муниципалитета в % к населению штата | Население муниципалитета в % к населению штата | Население муниципалитета в % к населению штата | Население муниципалитета в % к населению штата | 0,68   |

По данным оценки 2015 года население муниципалитета составляет 11 347 жителей.

## Важнейшие населенные пункты
| № | Населённый пункт | Населённый пункт (порт.) | Категория | Население чел. (2010) | На карте                        |
| - | ---------------- | ------------------------ | --------- | --------------------- | ------------------------------- |
| 1 | Тиоброма         | Theobroma                | город     | 1978                  | 10°14′48″ ю. ш. 62°20′57″ з. д. |
| 2 | Палмарис-д'Уэсти | Palmares D'Oeste         | поселок   | 502                   | 10°01′41″ ю. ш. 62°20′56″ з. д. |